# Vladimir Quesada
Vladimir Antonio Quesada Araya (né le 12 mai 1966 à San José au Costa Rica) est un footballeur international costaricien, qui évoluait au poste de défenseur, avant de devenir entraîneur.

## Biographie

### Carrière de joueur

#### Carrière en sélection
Avec l'équipe du Costa Rica, il joue 31 matchs (pour aucun but inscrit) entre 1989 et 1996. Il figure notamment dans le groupe des sélectionnés lors de la coupe du monde de 1990.
Il participe également à la Gold Cup de 1991.
Il joue enfin 11 matchs comptant pour les tours préliminaires des coupes du monde 1990, 1994 et 1998.